# Anailis Dorvigni
Anailis Dorvigni (24 de octubre de 1991) es una deportista cubana que compite en judo. Ganó dos medallas de bronce en el Campeonato Panamericano de Judo en los años 2016 y 2019.

## Palmarés internacional
| Campeonato Panamericano | Campeonato Panamericano | Campeonato Panamericano | Campeonato Panamericano |
| Año                     | Lugar                   | Medalla                 | Categoría               |
| ----------------------- | ----------------------- | ----------------------- | ----------------------- |
| 2016                    | La Habana (Cuba)        | Medalla de bronce       | –57 kg                  |
| 2019                    | Lima (Perú)             | Medalla de bronce       | –57 kg                  |